# Valter Farina
Valter Farina (Genova, 1954) è un giocatore di poker italiano.
È uno dei pionieri italiani del poker, professionista nelle varie specialità da oltre 35 anni. È stato il primo italiano della storia ad aver vinto un braccialetto delle World Series of Poker: il 26 aprile 1995 vinse l'evento $1.500 Limit Seven Card Stud (evento #2 delle WSOP 1995) aggiudicandosi 144 600 dollari.
In carriera ha collezionato in totale 7 piazzamenti a premi alle WSOP: 3 nel Pot Limit Omaha, 3 nel Seven Card Stud, 1 nel No Limit Hold'em. L'ultimo ITM è stato alle WSOP 2009.
Dai primi anni novanta vive stabilmente a Las Vegas, dove gioca di frequente anche ai tavoli di cash game.
| Anno | Torneo                        | Premio   |
| ---- | ----------------------------- | -------- |
| 1995 | $$1.500 Limit Seven Card Stud | $144,600 |